# Martensdale
Martensdale é uma cidade localizada no estado americano de Iowa, no Condado de Warren.

## Demografia
Segundo o censo americano de 2000, a sua população era de 467 habitantes.
Em 2006, foi estimada uma população de 457, um decréscimo de 10 (-2.1%).

## Geografia
De acordo com o United States Census Bureau tem uma área de
1,0 km², dos quais 1,0 km² cobertos por terra e 0,0 km² cobertos por água. Martensdale localiza-se a aproximadamente 272 m acima do nível do mar.

## Localidades na vizinhança
O diagrama seguinte representa as localidades num raio de 12 km ao redor de Martensdale.